# Frederik Johann Hinrichs
Frederik Johann Hinrichs (Heusden, 9 december 1838 - Delft, 10 juli 1909) was een Nederlands officier, met laatstelijk de rang van generaal-majoor.

## Biografie
Frederik Johann Hinrichs was de zoon van de conducteur der artillerie Lubbe Eden Hinrichs en Elizabeth Johanna Grul. Hij was de broer van de onderwijzer Andries Wouter Nicolaas Hinrichs. In 1865 trouwde Hinrichs met Isabella Maria Canneel met wie hij vier kinderen kreeg.

### Militaire loopbaan
Op 17-jarige leeftijd trad Hinrichs in dienst als kanonnier bij het Eerste Regiment Vesting-Artillerie. Op 16 november 1861 werd hij benoemd tot tweede luitenant en zes jaar later tot eerste luitenant. Op 25 juni 1873 werd hij benoemd tot militaire onderintendant tweede klas en op 31 maart 1881 tot kapitein-intendant. Op 19 april 1884 werd hij bevorderd tot majoor-intendant, op 4 april 1890 tot luitenant-kolonel-intendant en op 13 september 1893 tot kolonel-intendant. In de laatste jaren van zijn carrière was hij werkzaam bij de Eerste Militaire Afdeling in Amsterdam. Hinrichs was daarnaast tot 1884 actief binnen de Weduwen- en Wezenkascommissie van officieren van de landmacht.
Na eigen verzoek nam Hinrichs ontslag in 1895. Hij verkreeg het Onderscheidingsteken voor Langdurige Dienst als officier met jaarteken XXX. Tijdens zijn pensioen werd hem op 28 augustus 1906 zijn laatste rang verleend: generaal-majoor.
Hinrichs overleed op 71-jarige leeftijd in Delft. Zijn begrafenis, waar naar zijn wens niet gesproken werd, vond plaats op begraafplaats Jaffa.

### Nevenactiviteiten
Frederik Johann Hinrichs was buitengewoon lid van het "Koninklijk Zoölogisch-Botanisch Genootschap". Daarnaast was hij voorzitter van de coöperatie "Eigen Hulp" te Utrecht (vanaf 1889), een vereniging met zevenhonderd leden die sociale voorzieningen regelde en de distributie van goederen organiseerde.

## Persoonlijk
Hinrichs was de grootvader van sergeant Robert Hinrichs, die tijdens de Tweede Wereldoorlog omkwam bij de Birma-Siam-spoorweg.

## Publicatie
- Hinrichs, F.J. (1890). Handleiding tot de kennis der militaire administratie bij de korpsen van het leger in Nederland, ten dienste van hen, die zich voor het officiersexamen voorbereiden. Broese, Breda.

- Virtual International Authority File: 281996264
- WorldCat: E39PCjMrtp8xVHJJVjJcrMMbbb